# Лебенсборн
Лебенсборн (Извор живота) је био нацистички пројекат и нацистичка организација истог имена, основана 1935. године, која је за свој циљ имала подизање стопе рођених “аријеваца” (особе које је нацистичка странка класиковаала као “расно чисте и здраве”). Основала ју је организација СС и за то добијала константну подршку саме Немачке нацистичке државе.
Лебенсборн је своје деловање усмеравао према неудатим младим женама које су подстицали да у тајности роде децу и дају их на усвајање немачким породицама, односно “расно чистим родитељима”. Те породице су углавном биле породице службеника СС-а и других нацистичких организација, а сам СС се од тренутка рођења бринуо око деце (проналазак породице и брига за остала права).
Организација је основана 1935. године, да би током рата проширила своје деловање и на државе и регије с већинским немачким становништвом. Организација није признавала децу која су рођена од оца “аријевца” и мајке која је била неаријевског порекла. Таква деца нису се сматрала “расно чистима”. Током рата, многа деца су била жртве отмице овог одреда. Отета деца била су подвргнута категоризацији и контроли с циљем задовољавања “аријевских критеријума” да би се одредила подобност за предају на чување и васпитање некој од немачких породица.

## Позадина
Лебенсборн је основан 12. децембра 1935. године у Минхену. 13. септембра 1936. године Хајнрих Химлер, тадашњи заповедник СС-а, написао је писмо припадницима овог одреда:
“Организација Лебенсборн служи вођама СС-а у селекцији и посвајању квалификоване деце. Организација Лебенсборн је под мојом личном командом и део је Уреда за расу и расно поравнање (нап. прев.) СС-а те има следеће обавезе: 1. Пружање подршке расно, биолошки и наследно чистим (вредним) породицама с много деце. 2. Брига о расно, биолошко и наследно вредним трудницама од којих се очекује да након генетске процене Уреда за расу и расно поравнање рађају децу. 3. Брига о деци. 4. Брига за родиље.” 1939. године организација има око 8000 службеника од којих је преко 3500 СС-ових високих чиновника.
Основна идеја и циљ пројекта је био стварање аријевске деце плавог тена и јаке грађе, како би Немачка до 1972. имала 120 милиона „надљуди”. Оружане снаге Трећег рајха би у том контексту порасле на 600 СС дивизија. Са том војном моћи, нико никада није могао да им се супротстави.
По Химлеровом плану основан је посебан тим агената за „расну селекцију” који је требало да окупи жене у окупираним земљама, али и широм света, да створи супераријевску расу. Агенти су били раширени по Норвешкој, Холандији, Белгији, Данској, Француској, Британији, Пољској, Југославији, Канади, Аустралији и САД. Када су ушлу у те земље, изабране жене су потом послате у Немачку. Тамо је пројекат већ био у пуном јеку. Средином 1936. Химлер је отворио први Лебенсборн у предграђу Минхена. Цео систем је имао домове за мајке и домове за децу.
Укупно је било шест таквих специјалних домова за децу и 17 домова за мајке. За сваку Немицу која има више од троје или четворо деце установљен је чак и „Мајчин крст” као одликовање. Било је то одликовање слично ордену Гвозденог крста које се додељивало за храброст и које је било веома цењено у Немачкој.

## Деловање
Процењује се да је око 60% родиља било неудато, а удате родиље биле су жене припадника СС-а. Програм је неудатим женама омогућавао рођење детета изван брака без осуде друштва. У случају да мајке желе одустати од даљњег одгоја деце, организација је нудила услуге сиротишта и посредовања при усвајању.
Прва кућа основана је 1936. године у Штајнхерингу (под називом Хеим Хокланд), малом селу у близини Минхена. Прва кућа изван Немачке отворена је 1941. године у Норвешкој. Велика већина кућа успостављена је у бившим домовима здравља које су водили Јевреји, а мањи број њих поклонила је нацистичка странка.
Организација је имала или је планирала имати куће и огранке у сљедећим државама:
- Немачка (10)
- Аустрија (3)
- Пољска (6 + 2)
- Норвешка (9)
- Данска (2)
- Француска (1)
- Белгија (1)
- Низоземска (1)
- Луксембург (1)

Око 8000 деце рођено је у кућама које су биле распоређене на самом територију Немачке, док је у Норвешкој рођено између 8000 и 12000 деце. У другим земљама број је био знатно мањи.